# 京bizS
『京bizS』（きょうビズ・エス）は、2011年4月1日から2016年3月25日までKBS京都テレビで放送されていた経済関連の報道番組。

## 概要
『京biz』、『京bizW』に続く京bizシリーズの第3弾。京都の経済動向を伝えるコーナーを中心に著名人へのインタビューなど、経済以外のコーナーも併せて放送していた。2016年4月1日より、後番組の「京bizX」に引き継がれた。

## 放送時間
- 2011年4月1日 - 2014年3月28日  21:30-22:30
- 2014年4月4日 - 2016年3月25日  21:00-22:00　※KBS京都エキサイトナイターが放送される場合は、21:30-22:30に放送。

なお、2014年3月までは、日曜12:30-13:30で再放送が行われていた。

## キャスター
- 竹内弘一（KBS京都アナウンサー） - 『京biz』からの継続。
- 遠藤奈美（KBS京都アナウンサー）

## レギュラーコメンテーター
毎週1人が出演する。なお、放送回によりゲストコメンテーターを招く場合は出演しない。
- 山田啓二（京都府知事）
- 門川大作（京都市長）
- 水巻善典（プロゴルファー）

## 主なコーナー
ビジタネ
京都府内の中小企業を竹内キャスターが取材し、その模様を伝える。
マチネタ
京都の新店舗など、話題のスポットを遠藤キャスターが取材し、その模様を伝える。飲食店の場合、遠藤キャスターがお店で提供されているアルコール類を飲む場面が多い。
おさらいエコのみぃ
京都の経済ニュースを伝える。担当は遠藤キャスター。
８ミニッツ
竹内キャスターの著名人へのインタビューコーナー。経済関連の話題には特化しておらず、公開される映画の出演者が出演する場合もある。
ｋｙｏｔｏｉｎｄｅｘ
京都に関連するトピックスを伝える。
ブレインショット
コメンテーターに水巻プロが出演する場合に放送。竹内キャスターにゴルフの技術を伝授する。
京の手みやげ
番組終了前のコーナーで、京都の土産品を紹介する。
エンディングは、三条大橋交差点を映したお天気カメラの映像であるが、京都でのイベントの紹介を行う場合は、その映像が背景になる。

## まもなく京bizS
『まもなく京bizS』は、20:54から（KBS京都エキサイトナイターが放送される場合は21:24から)放送されているプレ番組である。内容は出演者による、本編の内容についてのコントである。